# Максимовка (Міякинський район)
Макси́мовка (рос. Максимовка, башк. Максимовка) — присілок у складі Міякинського району Башкортостану, Росія. Входить до складу Міякібашевської сільської ради.
Населення — 2 особи (2010; 2 в 2002).
Національний склад:
- українці — 100%